# جان فینیس
جان میچل فینیس (به انگلیسی: John Mitchell Finnis)، (زاده ۲۸ ژوئیه ۱۹۴۰) یک فیلسوف حقوق استرالیایی و حقوق‌دان متخصص در دانش نظری حقوق و فلسفه حقوق است. او مفسر اصلی ارسطو و آکویناس است و ژرمن گریس را یکی از تأثیرگذاران و همکار اصلی او می‌داند. او در معرفت‌شناسی، متافیزیک و فلسفه اخلاق مشارکت داشته‌است.
فینیس از سال ۱۹۸۹ تا ۲۰۱۰ استاد حقوق و فلسفه حقوق در دانشگاه آکسفورد بود و اکنون استاد ممتاز حقوق و فلسفه حقوق است. او همچنین استاد بازنشسته حقوق خانواده بیولچینی، در دانشکده حقوق نوتردام و پژوهش‌گر ارشد در مرکز اخلاق و فرهنگ نوتردام د نیکولا است. او به‌عنوان مشاور چندین دولت ایالتی استرالیا، به‌ویژه کوئینزلند و استرالیای غربی، بیش‌تر در رابطه با روابط ایالت‌ها با دولت فدرال و با بریتانیا عمل کرد.
کار او در وکالت او را می‌توان در پرونده‌هایی در دیوان عالی دادگستری و دادگاه تجدیدنظر مشاهده کرد. او در سال ۲۰۱۷ به‌عنوان مشاور افتخاری ملکه منصوب شد. در جشن تولد ملکه استرالیا در سال ۲۰۱۹، فینیس به‌دلیل خدمات برجسته خود به‌عنوان حقوق‌دان و پژوهش‌گر حقوقی همراه در بخش عمومی، نشان استرالیا، بالاترین افتخار غیرنظامی کشور را دریافت کرد. او در مراسم افتخارات سال نو ۲۰۲۳ به‌دلیل خدمات به بورس تحصیلی به نشان امپراتوری بریتانیا (CBE) منصوب شد.
او سرپرستی چندین دانشجوی دکترا از جمله نیل گرساچ، قاضی سوزان کنی از دادگاه فدرال استرالیا، رابرت پی جورج از دانشگاه پرینستون و جان کیون از دانشگاه جورج‌تاون را بر عهده داشته‌است. در سال ۲۰۱۳ جورج و کیون برخی از کارهای رسانه‌ای فینیس را این‌گونه خلاصه کردند: «برای مثال، او دربارهٔ تحقیق روی جنین با مری وارنوک در نیوزنایت بی‌بی‌سی و با جاناتان گلاور در مناظره کانال ۴ بحث کرده‌است؛ در مورد اتانازی با یک هلندی در برنامه پس از تاریکی همان کانال بحث کرده‌است. و در ساندی تلگراف در مورد سقط جنین اصلاح نژادی مقاله‌هایی از او نوشته شده‌است.

## آثار
فینیس نویسنده چندین اثر فلسفی است. شناخته‌شده‌ترین اثر او قانون طبیعی و حقوق طبیعی (۱۹۸۰، ۲۰۱۱) است که سهمی اساسی در فلسفه حقوق و بیان مجدد دکترین قانون طبیعی است. برای فینیس هشت موضوع اساسی وجود دارد. زندگی، دانش، بازی، تجربه زیبایی‌شناختی، معاشرت دوستی، منطق عملی، دین و ازدواج. مبانی اخلاق او شش سخن‌رانی کارول را که در سال ۱۹۸۲ در دانشگاه جورج‌تاون ایراد شد جمع‌آوری می‌کند. او پنج مجموعه مقاله منتشر کرده‌است: عقل در عمل، نیت و هویت، حقوق بشر و خیر عمومی، فلسفه حقوق، دین و دلایل عمومی. در زیر فهرست کاملی از آثار او آمده‌است.
- قانون طبیعی و حقوق طبیعی، آکسفورد: انتشارات کلارندون، ۱۹۸۰; ویرایش دوم، ۲۰۱۱.
- مبانی اخلاق، واشینگتن دی‌سی: انتشارات دانشگاه جورج‌تاون، ۱۹۸۳. شابک ‎۹۷۸-۰-۸۷۸۴۰-۴۰۸-۷، شابک 978-0-87840-408-7.
- بازدارندگی هسته‌ای، اخلاق و واقع‌گرایی، با جی.ام. شابک ‎۹۷۸-۰-۱۹-۸۲۴۷۹۱-۳، شابک 978-0-19-824791-3.
- قانون طبیعی، ۲ جلد (به‌عنوان ویراستار)، نیویورک: انتشارات دانشگاه نیویورک، ۱۹۹۱. شابک ‎۹۷۸-۰-۸۱۴۷-۲۶۰۳-۷، شابک 978-0-8147-2603-7 و شابک ‎۹۷۸-۰-۸۱۴۷-۲۶۰۴-۴.
- مطلق‌های اخلاقی: سنت، تجدیدنظر و حقیقت، واشینگتن دی‌سی: انتشارات دانشگاه کاتولیک آمریکا، ۱۹۹۱. شابک ‎۹۷۸-۰-۸۱۳۲-۰۷۴۵-۲، شابک 978-0-8132-0745-2.
- آکویناس: نظریه اخلاقی، سیاسی و حقوقی، آکسفورد: انتشارات دانشگاه آکسفورد، ۱۹۹۸. شابک ‎۹۷۸-۰-۱۹-۸۷۸۰۸۵-۴، شابک 978-0-19-878085-4.
- مجموعه مقالات جان فینیس، ۵ جلد، آکسفورد و نیویورک: انتشارات دانشگاه آکسفورد، ۲۰۱۱. شابک ‎۹۷۸-۰-۱۹-۹۶۸۹۹۳-۴، شابک 978-0-19-968993-4.